# Действуй по обстановке!
«Действуй по обстановке!» — советский военно-приключенческий боевик, художественный фильм о Великой Отечественной войне.

## Сюжет
Март 1945 года. В последние недели войны, после выполнения некоего специального рейда в тылу врага, броневая группа майора Горелова возвращается к своим. В поисках горючего колонна входит в посёлок, где к группе присоединяется немецкая учительница, мужа которой должны расстрелять по приказу Геббельса, как дезертировавшего из вермахта, и американец, совершивший побег из концлагеря. От американца танкисты узнают, что немцы готовятся взорвать расположенный близ городка Лаубан секретный военный завод вместе с двумя тысячами находящихся там военнопленных: французов, англичан и американцев. Группа Горелова, которую преследуют враги, решает идти на выручку своим союзникам…

## В ролях
- Валерий Юрченко — майор Александр Горелов
- Ирина Резникова — лейтенант Люся Северцева
- Александр Панкратов-Чёрный — старший лейтенант Георгий Петренко (Жора-циркач)
- Сейдулла Молдаханов — рядовой Булатов
- Игорь Черницкий — Окороков
- Иван Бортник — старшина Андрей Бабула
- Станислав Рий — Вовк
- Сергей Гаврилюк
- Янис Мелдерис — полковник Кносберг
- Нийоле Ожелите — Хельга Ведекинд
- Виктор Панченко
- Виктор Плют — начальник лагеря
- Арунас Сторпирштис — Саймон Хантер
- Леонид Яновский — сумасшедший немец
- Витя Анисимов — рядовой Коля Зайкин

## Съёмочная группа
- Автор сценария: Евгений Оноприенко
- Режиссёр: Иван Горобец
- Оператор: Геннадий Карюк
- Художник: Муза Панаева
- Композитор: Виктор Власов
- Звукооператор: Анатолий Нетребенко[укр.]

## Съёмки и факты
- Взятие Красной армией города Лаубан в фильме показано в весьма вольной интерпретации, не имеющей ничего общего с исторической правдой, без каких-либо боевых действий (тогда как в реальности, в ходе ожесточённых кровопролитных боёв, в 1945 году город переходил из рук в руки, в итоге так и оставшись немецким вплоть до капитуляции Германии 8 мая 1945) — однако, наряду с вымыслом, в фильме отчасти отражены и некоторые подлинные факты. В частности, там показывают подземные штольни, построенные военнопленными.
- Хотя немецкий город Лаубан после войны и перешёл к советизированной тогда Польше, фильм снимался в Калининграде. Съёмки концлагеря проводились в форте № 2, в котором размещается музей. Автомобиль ЗИЛ-157 (послевоенного выпуска) и солдаты массовки были задействованы из расположения артиллерийского полка, находившегося на улице Танковой (в/ч 61238). Там же, в военном городке, снимались множество эпизодов (въезд советских танков в город, на самом деле — на плац части). Немцы ездят на послевоенных советских мотоциклах К-650. В качестве двух немецких САУ снималась советская самоходная гаубица 2С1 «Гвоздика», появившаяся в 1971 году.